# 아르만도 사디쿠
아르만도 두림 사디쿠(알바니아어: Armando Durim Sadiku, 1991년 5월 27일 ~ )는 알바니아의 축구 선수로 현재 인도 슈퍼리그의 FC 고아에서 공격수로 활약 중이다.

## 선수 경력

### 클럽
2008년 FK 투르비나 셔리크에 입단하며 프로에 입문했고 2009년까지 40경기에서 10골을 뽑아내며 프로 데뷔 무대를 성공적으로 마쳤고 2009년부터 2011년까지 FK 그라모지 에르케셔와 KF 엘바사니에서 활동하며 42경기 13골을 기록했고 2011 시즌이 끝난 후 FC 로카르노 이적을 통해 스위스로 진출했다.
이후 2017년까지 FC 로카르노를 비롯해 FC 루가노, FC 취리히, FC 파두츠 등 스위스 및 리히텐슈타인의 프로팀에서 통산 177경기 85골을 터뜨리면서 취리히의 2013-14 시즌 스위스컵 우승, 파두츠의 2015-16 시즌 리히텐슈타인 컵 우승에 기여했다.
그리고 2017 시즌 종료 후 폴란드 엑스트라클라사의 명문 구단인 레기아 바르샤바로 이적하였으나 2018년까지 17경기에 출전하여 단 2골에 그쳤고 2018 시즌 후 스페인 라리가 소속팀인 레반테 UD로 이적하였으며 2019년 스위스의 FC 루가노로의 임대 이적을 통해 잠시 친정팀에 복귀하여 17경기에서 4골을 기록했고 같은 해 말라가 CF로 다시 임대 이적했다.

### 국가대표팀
2009년부터 2012년까지 알바니아 청소년 대표팀을 거치며 9경기에서 6골을 뽑아냈고 같은 해인 2012년 1월 29일 잔니 데 비아시 A대표팀 신임 감독의 부름을 받은 후 조지아와의 친선 경기를 통해 국제 A매치 데뷔전을 치렀다.
그리고 2012년 9월 7일 키프로스와의 2014년 FIFA 월드컵 유럽 지역 예선 E조 1차전에서 A매치 데뷔골을 신고했으며 2015년 10월 11일 아르메니아와의 UEFA 유로 2016 예선 I조 8차전에서 개인 A매치 2번째 득점을 성공시키면서 팀의 사상 첫 유로 대회 본선 진출에 큰 힘을 실어줬다.
그리고 룩셈부르크, 카타르, 우크라이나와의 친선 경기에서 1골씩 뽑아냈고 루마니아와의 UEFA 유로 2016 A조 조별리그 최종전에서 전반 43분 선제골이자 결승골을 터뜨리면서 팀의 유로 대회 본선 사상 첫 승을 선물했다.
이후 2018년 FIFA 월드컵 유럽 지역 예선에서 팀의 10골 중 3골을 책임지면서 팀의 12년만의 월드컵 지역 예선 최다 승점 타이 기록에 일조했고 튀르키예와의 친선 경기에서도 멀티골을 뽑아내며 팀의 3-2 승리를 이끌었으며 또한 안도라와의 UEFA 유로 2020 예선 H조 2차전에서 득점을 기록하는 등 현재 A매치 37경기에서 12골을 뽑아내고 있다.

## 수상

### 클럽
FC 취리히
- 스위스컵 : 우승 (2013–14)

 FC 파두츠
- 리히텐슈타인 컵 : 우승 (2015–16)